# East-West Airlines (Australia)

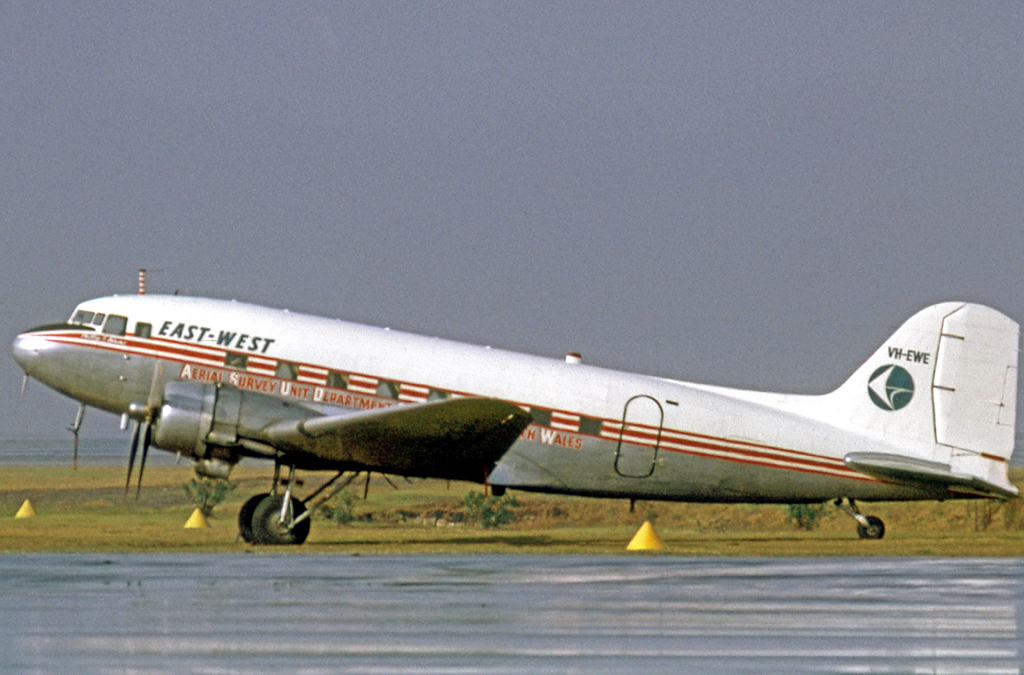

East-West Airlines è stata una compagnia aerea regionale australiana fondata a Tamworth, nel Nuovo Galles del Sud, nel 1947. Operava nei principali centri urbani regionali e collegava questi centri a varie capitali statali, e negli anni '80 era la terza più grande compagnia aerea nazionale dell'Australia. Ha anche effettuato la propria manutenzione pesante a Tamworth e gestito una rete di centri di viaggio.

## Storia
East-West Airlines è stata fondata nel 1947 con fondi raccolti da circa 800 piccoli investitori con l'obiettivo di "combattere i monopoli delle compagnie aeree con sede nella città" e scambiati immediatamente come una società pubblica non quotata. All'inizio, la forza lavoro era composta dal manager che era Basil Brown, e dall'ingegnere addetto alla manutenzione e responsabile dell'officina, che era Cedric Wood. Wood era un ingegnere aeronautico eccezionale, con un record di manutenzione senza macchia, nonostante avesse nove licenze di manutenzione degli aeromobili separate a suo nome (licenza di legno "A", licenza di revisione della propulsora, revisione del motore Horizonal e radiale e licenze di supercharger, licenza di revisione della cellula e licenza di adattamento dello strumento, licenza di certificazione Magnaflux, licenza di revisione in elicottero). Cedric Wood aveva molte varietà di aerei in servizio. Il talento di Cedric ha permesso all'azienda di operare procedure di manutenzione con un budget di "shoe string". Inizialmente, utilizzando un aereo monomotore Tiger Moth, East-West stabilì il primo servizio regolare di consegna della posta australiano tra Tamworth, Port Maquarie e Newcastle. La compagnia acquistò aerei multiruolo Avro Anson a due motori che le permisero di trasportare più posta e passeggeri.